# Grotella soror
Grotella soror là một loài bướm đêm thuộc chi Grotella, trong họ Noctuidae.Loài này được tìm thấy ở Bắc Mỹ, bao gồm Arizona, nơi đặc trưng của nó.